# Спасителен кораб
Спасителен кораб е спомагателен плавателен съд (кораб), който служи да помага на претърпели бедствие плавателни съдове, за изваждане на потънали подводни лодки. Спасителните съдове обладават висока скорост на хода, имат оборудване за извършване на издирвателно-спасителни работи, противопожарни и водоотливни средства, оборудване за надводен и подводен ремонт, средства за спасяване на хората, товароподемни устройства.
Делят се на универсални и със специално предназначение: буксири-спасители, пожарникарски кораби, съдове за спасяване на потънали подводници.
На спасителните съдове са предвидени каюти за спасените хора, помещения за сваленото ценно имущество, аварийна работилница. Спасителните съдове обичайно са с малко газене, необходимо за работа в плитководието, те притежават висока скорост (30 – 40 км/ч) и добри мореходни качества, позволяващи им работа във всякакво време.
Спасителните съдове влизат в състава на специалните брегови служби, организирани в районите със затруднено корабоплаване и интензивно движение на плавателни съдове. Също така се използват от пристанищните аварийно-спасителни служби.